# Parapet (architektura)

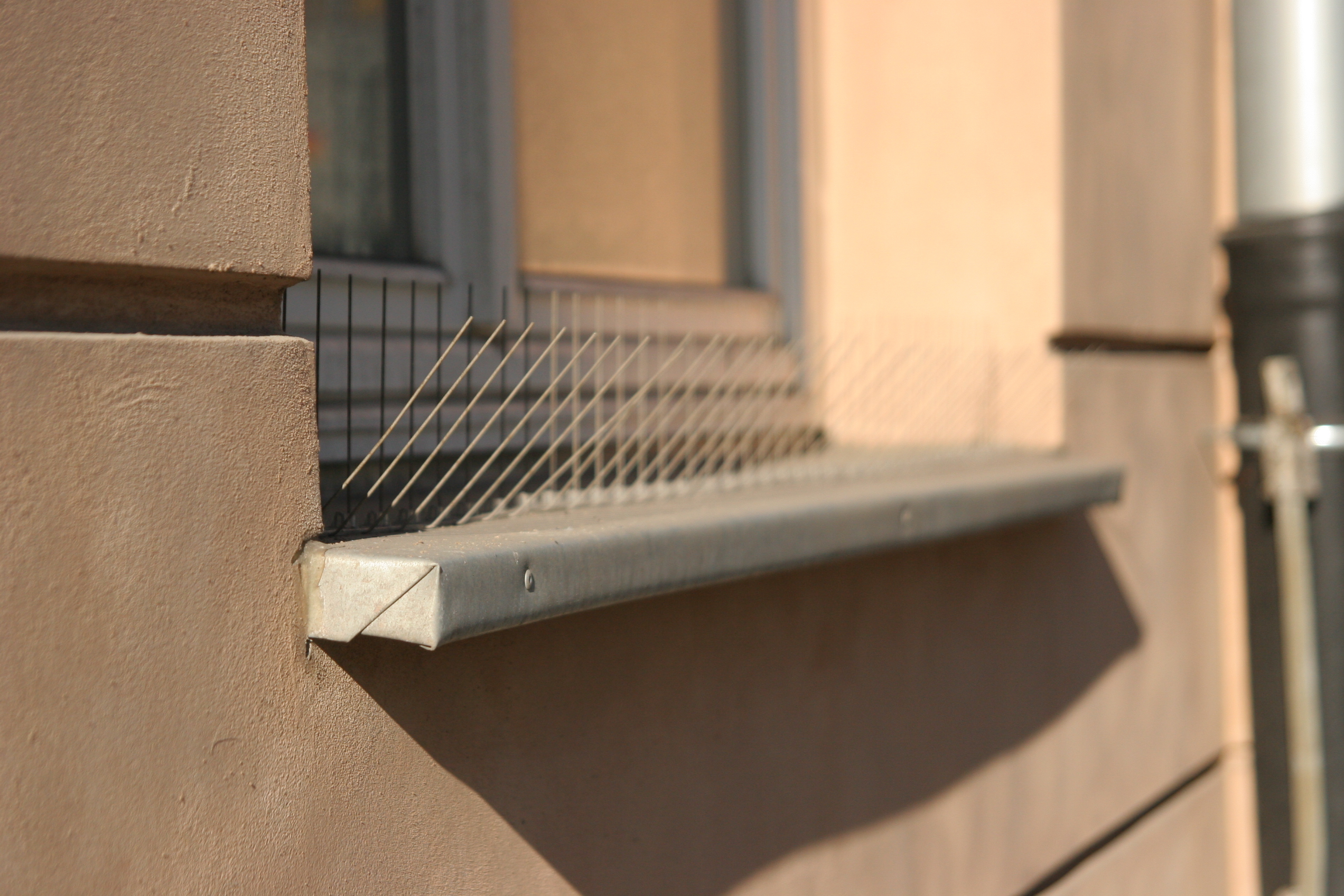
Parapet

Parapet je vyzdívka pod oknem. U historické architektury je zpravidla slabší než okolní zdivo a v interiéru v síle zdi spoluvytváří drobný prostor nazývaný okenní nika. Na vnější straně bývá často zdobený, horní plocha parapetu bývá zpravidla kryta plechem, u historické architektury mohla být též opatřena kamennou deskou, zpravidla mírně vysunutou a vytvářející podokenní římsu. Vnitřní strana parapetu bývá kryta dřevěnou deskou, případně novodobou náhražkou dřeva. Hovorově bývá jako parapet označována právě tato krycí deska.
Parapet bývá někdy nazýván také poprseň nebo poprsník (tj. zeď sahající po prsa), ovšem toto slovo má širší význam a může znamenat i zděné, eventuálně dřevěné bedněné zábradlí, například na ochozu věže, terase atp.